# Cantón de Maubeuge-Norte
El cantón de Maubeuge-Norte era una división administrativa francesa, que estaba situada en el departamento de Norte y la región de Norte-Paso de Calais.

## Composición
El cantón estaba formado por diez comunas, más una fracción de la comuna que le daba su nombre:
- Assevent
- Bersillies
- Bettignies
- Élesmes
- Gognies-Chaussée
- Jeumont
- Mairieux
- Marpent
- Maubeuge (fracción)
- Vieux-Reng
- Villers-Sire-Nicole

## Supresión del cantón de Maubeuge-Norte
En aplicación del Decreto n.º 2014-167 de 17 de febrero de 2014, el cantón de Maubeuge-Norte fue suprimido el 22 de marzo de 2015 y sus 11 comunas pasaron a formar parte del nuevo cantón de Maubeuge.